# Тайлер Фараз Никнам
Тайлер Фараз Никнам (род. 20 декабря 1990 года), более известный как Trainwreckstv или Trainwreck, является американским стримером.

## Ранняя жизнь
Никнам вырос в Скоттсдейле, Аризона. Он учился в Средней школе Чапарраль. Он иранского происхождения. В 2014 году он окончил Университет штата Аризона, получив степень бакалавра по аналитической философии.

## Карьера
Никнам начал стримить игры и IRL-контент в 2015 году.
В ноябре 2017 года Никнам получил пятидневный бан от Twitch после того, как он обрушился с критикой на нескольких стримерш, назвав их "шлюхами" и обвинив в краже просмотров у тех, кто, по его мнению, более заслуживает внимания. В интервью Kotaku Никнам заявил, что его критика была направлена на "0,1 процента [женщин], которые сексуально эксплуатируют себя ради просмотров и денег, скрываясь за защитой или завесой сексизма". Он также отметил, что его высказывания частично должны были быть восприняты как сатира Позднее он опубликовал извинение через Twitter.
В октябре 2018 года Никнам был временно забанен на Twitch после того, как он заявил во время стрима Overwatch, что женщины обычно играют за персонажей класса поддержки, и когда они переходят к более агрессивным персонажам класса урона, они ухудшают команду и проигрывают игры.
В апреле 2019 года Никнам запустил "Scuffed Podcast", где он и несколько других интернет-персон обсуждают различные темы.
В конце 2020 года Никнам начал стримить Among Us и быстро завоевал популярность благодаря своему стилю игры. 6 октября он выиграл турнир Code Red Among Us, забрав главный приз в размере 5000 долларов США Digital Trends назвал Никнама одним из лучших игроков Among Us на Twitch.
Никнам стал вторым по просмотрам стримером на Twitch во время Президентских выборов в США 2020 года, набрав 607 000 часов просмотров в ночь выборов (18,2% от общего количества просмотров на Twitch). Стримеры HasanAbi и Mizkif заняли первое и третье места соответственно.
В июне 2021 года Никнам переехал в Канаду. По данным Wired, Никнам часто проводит многочасовые стримы на сайте криптовалютных азартных игр Stake.com, который не имеет легального статуса в США. Никнам и другие стримеры азартных игр на Twitch подверглись критике за нелегальность онлайн-азартных игр и возможное негативное влияние на несовершеннолетних зрителей. Когда Stake.com был забанен на Twitch, Никнам перешел на новую платформу стриминга Kick, финансово связанную со Stake.
В октябре 2022 года Никнам заявил, что получил 360 миллионов долларов США от спонсоров за стриминг азартных игр за 16 месяцев. В том же году он стал одним из первых крупных стримеров на новой платформе для прямых трансляций, конкурирующей с Twitch, Kick. Никнам является одним из частичных владельцев этой платформы.